# 2017 Wesson
2017 Wesson este un asteroid din centura principală, descoperit pe 20 septembrie 1903 de Max Wolf.